# Coven (gruppo musicale)
I Coven sono una band statunitense di rock psichedelico formatasi a Chicago nella seconda metà degli anni sessanta.

## Storia

### Gli esordi
Il gruppo fu fondato dal bassista Oz Osborne (da non confondersi col quasi omonimo Ozzy Osbourne, frontman dei contemporanei Black Sabbath), dalla cantante Jinx Dawson e dal batterista Steve Ross alla fine degli anni sessanta a Chicago. Tra il 1967 e il 1968 si esibirono come gruppo di supporto per artisti quali The Yardbirds e Vanilla Fudge. L'anno successivo firmarono un contratto discografico con l'etichetta Mercury Records e incisero il loro primo album intitolato Witchcraft Destroys Minds & Reaps Souls.
L'album suscitò diverse reazioni a causa del suo contenuto: il tema principale del disco era l'occulto e in particolare il riferimento alla figura di Satana (l'ultima traccia del disco era la registrazione di una presunta messa nera), inoltre nel poster contenuto nel disco venivano mostrati i membri della band intenti a svolgere un rito sacrificale e la cantante Jinx Dawson era ritratta nuda nel ruolo della "vittima" sull'altare; in questa foto apparve per la prima volta nella storia del rock il celebre gesto delle corna, poi reso famoso da Ronnie James Dio. Le tematiche e il materiale contenuto nell'album di debutto crearono interesse ma anche molte polemiche intorno ai Coven. La band doveva esibirsi come gruppo principale al "Black Arts Festival", soprannominato "Satanist's Woodstock" poiché patrocinato dalla Chiesa di Satana di Anton LaVey; la manifestazione, che doveva svolgersi all'Olympia Stadium di Detroit la notte di Halloween del 1969, venne però annullata a causa delle polemiche suscitate e dalla dura opposizione delle organizzazioni cristiane della città.
Nel 1970, a seguito di un articolo della rivista Esquire in cui l'album veniva citato nell'ambito di un'inchiesta sull'occultismo e sugli avvenimenti criminali dell'epoca (in particolare i delitti di Charles Manson e del suo gruppo), la casa discografica ritirò il disco dalla vendita. L'album è stato poi ripubblicato in formato CD solo nel 2003.

### Il successo in classifica
Nel 1971 a Jinx Dawson venne proposto di reincidere il brano One Tin Soldier (pubblicato nel 1969 dalla band The Original Caste) per la colonna sonora del film Billy Jack del regista Tom Laughlin, che fu anche interprete della pellicola. La cantante accettò la proposta e con l'aiuto degli altri membri del gruppo incise il brano. Il singolo, pubblicato dalla Warner Bros. Records, ebbe un buon successo commerciale tanto da raggiungere il 26º posto nella Billboard Hot 100 e il 18º nella Cash Box Chart.

### Scioglimento e ultimo album
Per sfruttare il successo del singolo One Tin Soldier (The Legend of Billy Jack) la band incise nel 1972 un album, intitolato Coven, che conteneva anche una nuova versione della traccia in questione. Due anni più tardi pubblicarono un terzo album, Blood on the Snow, per il quale venne girato anche un videoclip (la canzone scelta fu quella che dava il titolo al disco e la produzione fu curata dai Disney Studios). Successivamente l'attività della band si ridusse notevolmente sino allo scioglimento anche a causa dell'impegno di Jinx Dawson nella sua carriera di modella e attrice.
Nel 1990 alcuni membri della band apparvero nel film Heaven Can Help del regista Tony Zarindast nel quale Jinx Dawson aveva una parte, oltre ad aver composto la colonna sonora con la collaborazione dello storico batterista Steve Ross.
Nel 2007 Jinx Dawson annunciò tramite il social network MySpace di voler pubblicare un quarto album. La lavorazione terminò l'anno successivo con l'uscita di Metal Goth Queen - Out of the Vault: il disco contiene materiale inedito registrato dalla band durante tutto l'arco della carriera con la partecipazione di artisti quali Michael Monarch (Steppenwolf), Glenn Cornick (Jethro Tull) e Tommy Bolin (Deep Purple).

## Formazione
- Jinx Dawson - voce
- Oz Osborne - basso
- Steve Ross - batteria
- Chris Neilsen - chitarra
- John Hobbs - tastiera
- Rick Durrett - tastiera

## Discografia
- 1969 - Witchcraft Destroys Minds & Reaps Souls (Mercury)
- 1972 - Coven (MGM)
- 1974 - Blood on the Snow (Buddah)
- 2008 - Metal Goth Queen - Out of the Vault (Nevoc Music)
- 2013 - Jinx
- 2016 - Light the Fire

## Rimandi  con i Black Sabbath
I Coven sono legati al gruppo heavy metal inglese Black Sabbath da una serie di coincidenze che negli anni hanno generato anche degli equivoci: il bassista Mike "Oz" Osborne non ha nessun legame con Ozzy Osbourne, cantante dei Black Sabbath; inoltre i Coven pubblicarono nel loro album d'esordio del 1969 una canzone intitolata proprio Black Sabbath, l'anno successivo l'omonimo gruppo inglese pubblicò il suo primo album intitolato anch'esso Black Sabbath che conteneva come prima traccia una canzone con lo stesso titolo. Agli esordi il legame tra i due gruppi sembrava evidente tanto che il critico musicale Lester Bangs, recensendo l'album di debutto della band di Ozzy Osbourne, scrisse sulla rivista Rolling Stone: «something like England's answer to Coven». Un'altra coincidenza, come citato sopra, sta anche nel celeberrimo gesto delle corna apparso in Witchcraft Destroys Minds & Reaps Souls, in quanto Ronnie James Dio lo rese famoso proprio durante la militanza nei Black Sabbath nell'Heaven and Hell tour (gesto che però iniziò ad utilizzare nel 1979, a 10 anni di distanza dai Coven, che da sua stessa ammissione prese da un gesto popolare dell'area mediterranea, Italia in particolare).